# Malý čtenář
«Malý čtenář» (рус. «Маленький читатель») — чешский и чехословацкий иллюстрированный журнал для детей и молодёжи на чешском языке.
Выходил с 1882 по 1941 год. В первые годы журнал издавался за счёт редакторов. Первый номер вышел в 1882 году с подзаголовком «Чешско-славянская школа молодежи для обучения и развлечения». Вначале объём и содержание журнала были скромными. Отдельные номера насчитывали 14-16 страниц, журнал выходил ежемесячно, за исключением праздничных дат.
В 1887—1888 годах печаталось издательством Йозефа Рихарда Вилимека.
Начиная с 1888 года журнал стал богато иллюстрированным двухнедельником, круг его авторов расширился.
Развитию способствовала хорошо организованная реклама издательства JR Vilímek, которое продвигало журнал в своих периодических изданиях. 
Журнал развивался и повлиял на несколько поколений детей. Целями первого периода (до поглощения издательством JR Vilímek) были прежде всего образовательные и развивающие читателей.
Стихи и рассказы дополнялись учебными текстами, на последней странице помещались загадки и ребусы. На рубеже XIX—XX веков добавились небольшие серии картинок, инструкции по изготовлению различных предметов. В 1930-е годы журнал посвящал страницы темам скаутинга, авиации, филателии, эсперанто, магии, правильного поведения и т. д.
С 1930-х годов журнал был ориентирован, в основном, на молодежь старшего возраста, и его программа стала более требовательной. Статьи были также посвящены изобразительному искусству и музыке. С середины 1930-х годов доля переводов увеличилась и в «Маленьком читателе» публиковались произведения таких авторов, как Жюль Верн, Иоганн Вольфганг Гёте, Михаил Пришвин,  Эдуард Шторх, Редьярд Киплинг,  Ружена Есенская,  Элишка Красногорская,  Алоис Мрштик и др. 
Иллюстрировали журнал в разные годы художники Зденек Буриан, Венцеслав Черны,  Артур Шейнер и другие.
В 1929—1930 годах количество страниц увеличилось до 24, в 1939-1940 годах журнал превратился в еженедельник (40 номеров по 16 страниц каждый).
В 1941 г. вышло всего 38 номеров и издание журнала было прекращено властями протектората.

## Галерея

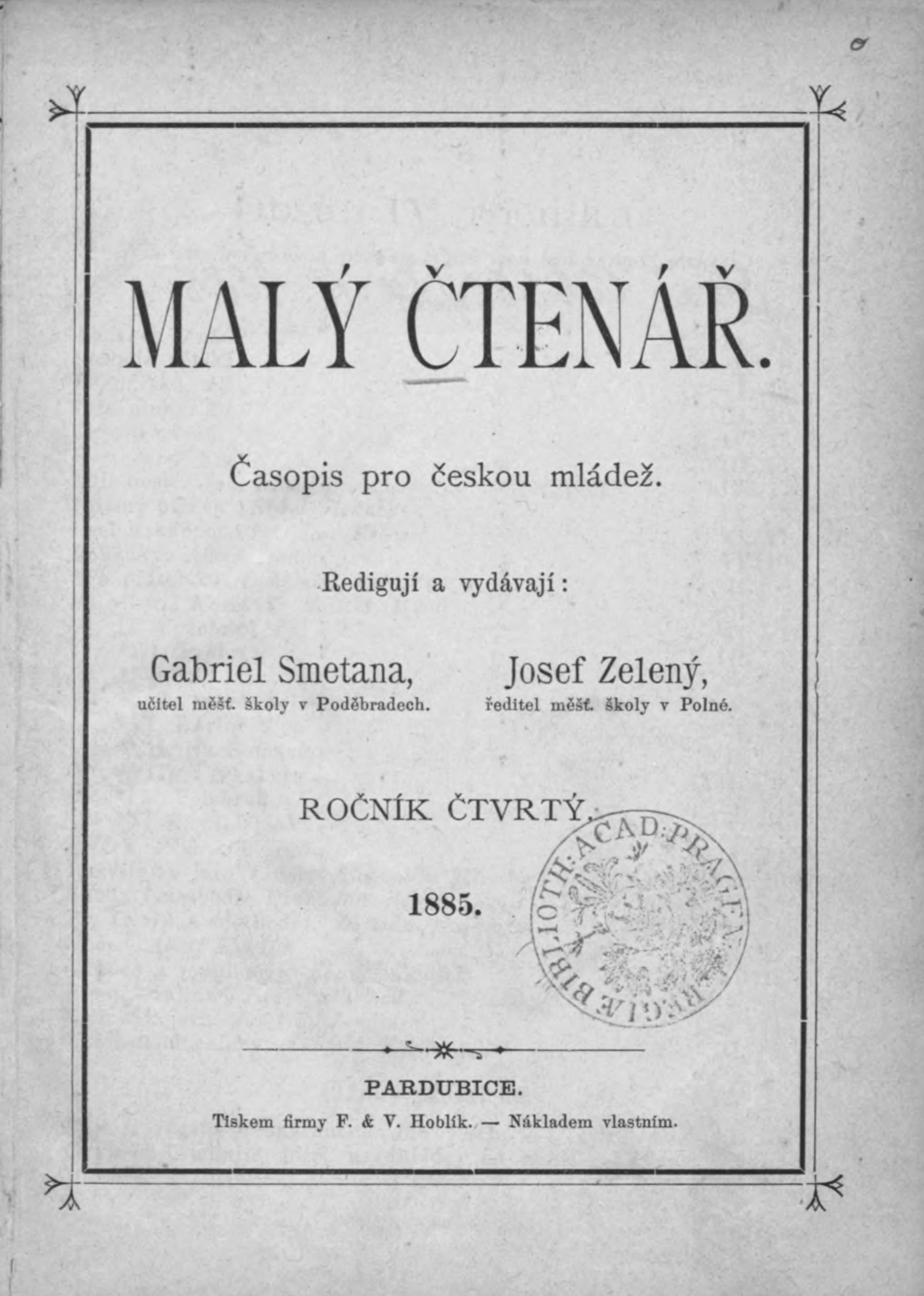
Malý čtenář, 1/1885
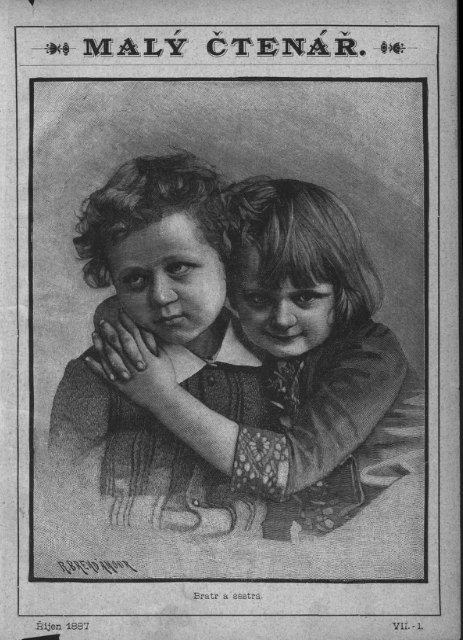
Malý čtenář, 2/1887
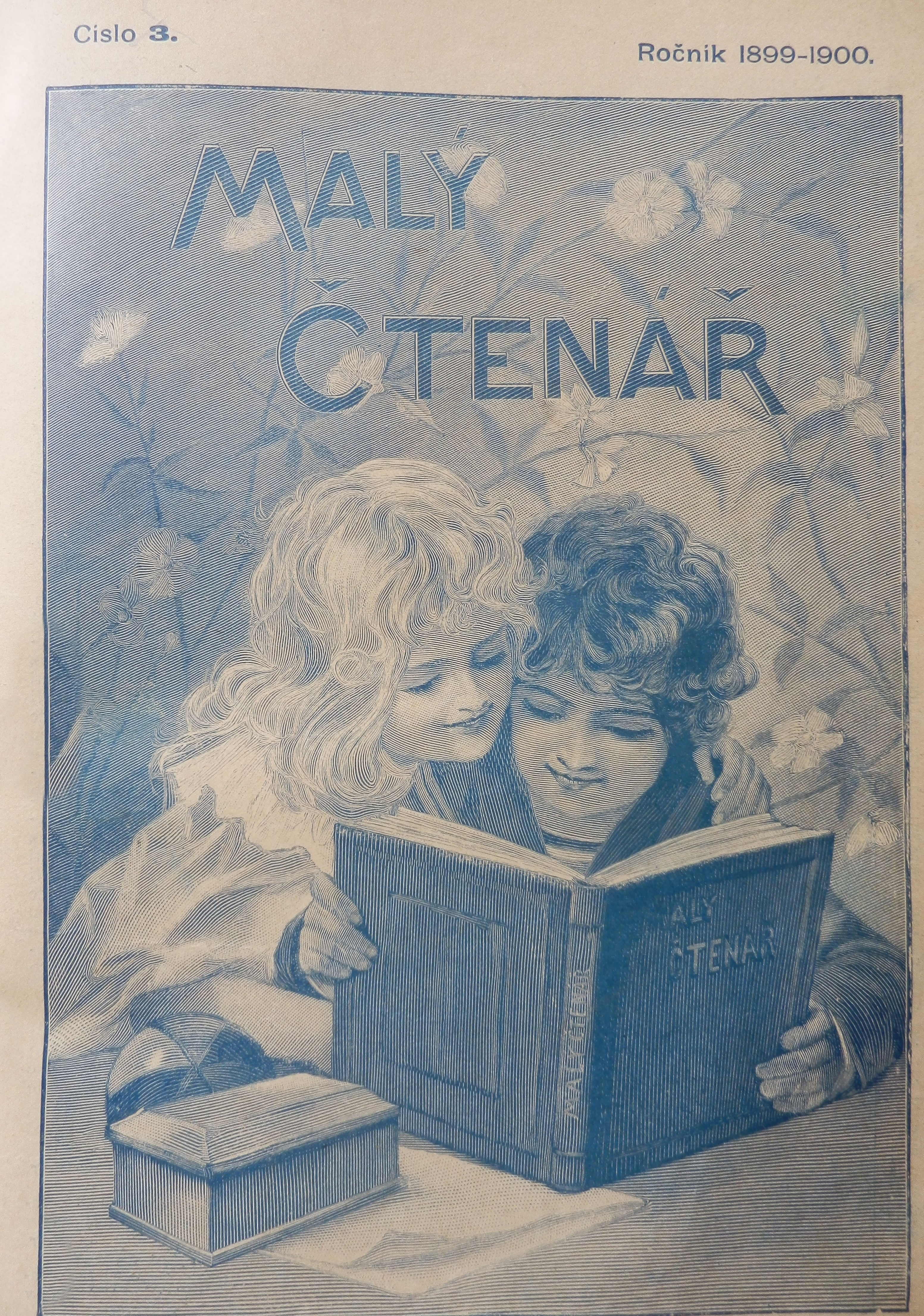
Malý čtenář, 3/1899